# Avinguda de l'Oest (València)

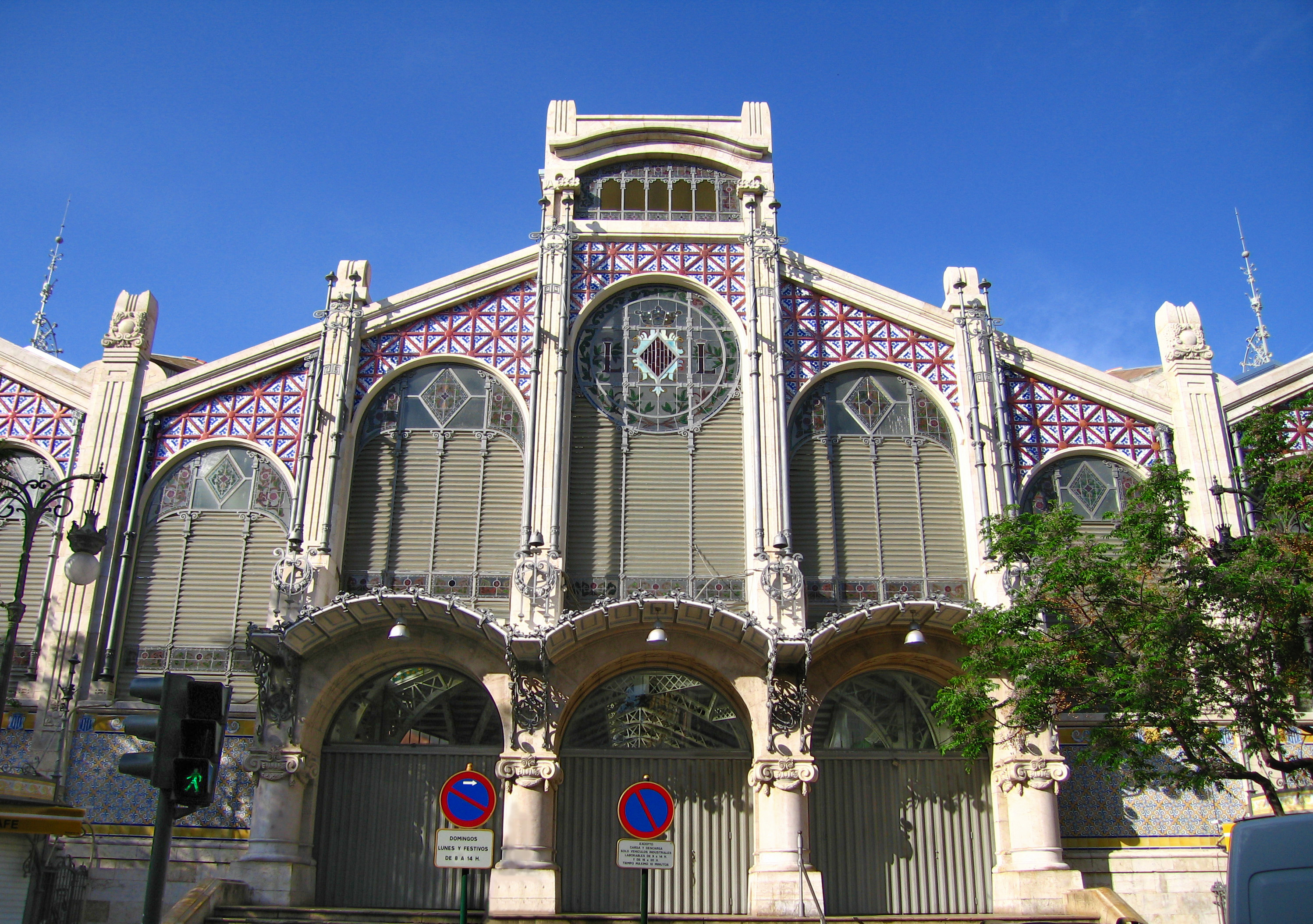
El Mercat de València, situat al cap septentrional

L'avinguda de l'Oest és una via urbana del centre de la ciutat de València. Està situada entre l'Església de Sant Agustí (plaça de Sant Agustí) i el Mercat Central (plaça Ciutat de Bruges). Fita amb el carrer de Guillem de Castro al sud i el carrer Peu de la Creu al nord.
Les primeres propostes per a la construcció de l'Avinguda de l'Oest es plantejaren cap a principis del segle xx i la seua execució definitiva va arribar cap a meitat del mateix segle. La idea era dur a terme un referent modern d'avinguda cèntrica, seguint els exemples d'altres ciutats europees com París o Viena. El projecte va fer desaparèixer diversos carrerons estrets per obrir una nova avinguda amb equipaments moderns. Va ser presentat per la ciutat de València al govern espanyol el 1907, i aprovat cinc anys més tard el 1912. Tot i això, les obres d'enderrocs s'iniciaren dècades més tard passada la Guerra Civil espanyola, el 1940, amb Joaquín Manglano Cucaló de Montull com a alcalde de València. Als anys 60 hi van haver projectes per a perllongar l'avinguda fins al riu i que creuara el barri del Carme, però les propostes no van prosperar.
Les autoritats franquistes van atorgar a l'avinguda el títol nobiliari de l'alcalde durant la posguerra, Joaquín Manglano, baró de Càrcer, tot i que popularment sempre va ser coneguda com a Avinguda de l'Oest per la seua ubicació. El 2017 l'Ajuntament de València va retornar-li el nom pel qual va ser sempre coneguda la via, en compliment de la Llei 52/2007 o Llei de Memòria Històrica, canviant el nom oficial d'Avinguda Baró de Càrcer a Avinguda de l'Oest.
A l'avinguda destaquen l'església de Sant Agustí al principi i el Mercat ja al final. També són remarcables algunes edificis moderns, com l'edifici Martí Cortina. Anteriorment hi havia una galeria comercial ara desapareguda, el Passatge Monistrol, conegut popularment com a Passatge de Sant Joan per la proximitat a l'Església de Sant Joan del Mercat.